# Claude-Guillaume Testu, marquis de Balincourt

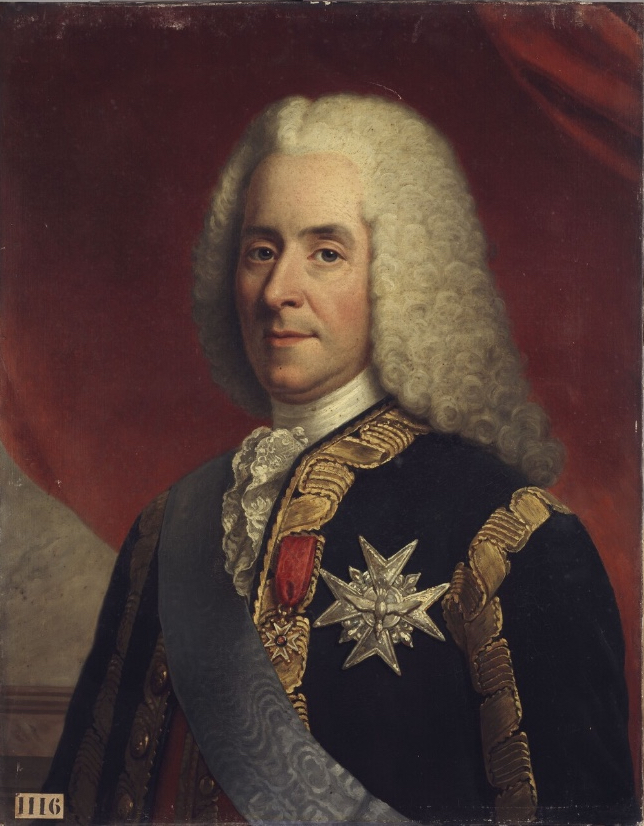
Claude Guillaume Testu de Balincourt, Porträt von Alexandre-François Caminade, 1835, Schloss Versailles

Claude Guillaume Testu de Balincourt (* 18. März 1680 in Paris; † 12. Mai 1770 ebenda), Marquis de Balincourt (ab 1719), war ein französischer Adliger und Militär, der im Verlauf seiner Karriere bis zum Marschall von Frankreich befördert wurde.

## Leben
Claude Guillaume Testu de Balincourt war der Sohn von Henri Testu de Balincout († 1710), Seigneur de Balincourt etc., Baron de Bouloire, Capitaine des Chasses de la Varenne du Louvre, und Claude-Marguerite de Sève († 1680). Sein jüngerer Halbbruder war der General François Testu de Balincourt.
1697 wurde er Musketier des Königs, diente dort zwei Jahre, dann vier Jahre als Offizier im Régiment du Roi infanterie. Im Jahr 1700 diente er in der Flandernarmee unter dem Oberbefehl des Marschalls Louis François de Boufflers.
Während des Spanischen Erbfolgekriegs kämpfte er am 11. Juni 1702 bei dem misslungenen Angriff auf Nimwegen. Am 9. Mai 1703 wurde er zum Colonel des Régiment d’Artois-Infanterie befördert, wo der die Nachfolge von Philippe d’Orléans, Marquis de Rothelin, antrat. Am 20. September 1703 kämpfte er in der Ersten, am 13. August 1704 in der Zweiten Schlacht bei Höchstädt. 1706 bis 1709 kämpfte er in Katalonien, anfangs unter dem Kommando des Marschalls Tessé, dann unter Noailles. Am 29. März 1710 wurde er zum Brigadier der Infanterie befördert. Auch 1711 und 1714 kämpfte er in Katalonien, am Schluss unter dem Kommando des Marschalls Berwick.
Am 12. Januar 1715 heiratete er Marguerite Guillemette Alleman de Montmartin († März 1764), Dame de Montmartin (en partie), Tochter von Pierre Alleman, Comte de Montmartin (en partie), und Maie Anne de Sève. Die Ehe blieb ohne Nachkommen.
Am 1. Februar 1719 zum Maréchal de camp ernannt, im Juli 1719 zum Marquis de Balincourt erhoben. Für das neue Marquisat wurden die Herrschaften Balincourt, Héréville, Arronville und Margicourt zusammengefasst.
1733/34 nahm er im Rahmen des Polnischen Thronfolgekrieges an den Feldzügen am Rhein teil (Kehl, Ettlingen, Philippsburg, Worms). Am 1. August 1734 wurde er zum Lieutenant général des Armées du Roi ernannt. Am 26. Januar 1739 wurde er Gouverneur von Mont-Dauphin.
Ab 1741 nahm er mit der Maasarmee am Österreichischen Erbfolgekrieg teil (Braunau 1742, Regensburg/Amberg 1743, Dettingen 1743). 1745 wurde er Kommandant im Elsass und löste am 1. Januar 1746 Marschall Broglie als Gouverneur von Stadt und Zitadelle Straßburg ab. Am 19. Oktober 1746 wurde Claude Guillaume Testu, Marquis de Balincourt, zum Marschall von Frankreich ernannt.
Am 7. Juni 1767 wurde er zum Ritter im Orden vom Heiligen Geist gemacht. Er starb im Mai 1770.